# Nihonogomphus viridis
Nihonogomphus viridis – gatunek ważki z rodziny gadziogłówkowatych (Gomphidae).